# Canoa/kayak ai Giochi della XXVII Olimpiade - C2 1000 metri maschile
La gara di velocità C2, 1000 metri, per Rio de Janeiro 2000 si è svolta alla Laguna Rodrigo de Freitas dal 26 al 30 settembre 2000.

## Risultati
| FA | Qualificato in finale A (per le medaglie)                       |
| SF | Qualificato al turno successivo per posizione in qualificazione |

### Batterie

#### Batteria 1
| Pos. | Atleta                                               | Paese         | Tempo    | Note |
| ---- | ---------------------------------------------------- | ------------- | -------- | ---- |
| 1    | Aleksandr Kostoglod Aleksandr Vladimirovich Kovalyov | Russia        | 3:37.163 | FA   |
| 2    | José Alfredo Bea David Mascató                       | Spagna        | 3:37.697 | FA   |
| 3    | Paweł Baraszkiewicz Michał Gajownik                  | Polonia       | 3:39.311 | FA   |
| 4    | Andrew Train Stephen Train                           | Gran Bretagna | 3:39.559 | SF   |
| 5    | Ján Kubica Mário Ostrčil                             | Slovacchia    | 3:40.865 | SF   |
| 6    | Attila Buday Tamás Buday, Jr.                        | Canada        | 3:41.075 | SF   |
| 7    | José Ramón Ferrer José Antonio Romero                | Messico       | 3:49.301 | SF   |

#### Batteria 2
| Pos. | Atleta                                   | Paese      | Tempo    | Note |
| ---- | ---------------------------------------- | ---------- | -------- | ---- |
| 1    | Mitică Pricop Florin Popescu             | Romania    | 3:37.340 | FA   |
| 2    | Ferenc Novák Imre Pulai                  | Ungheria   | 3:38.492 | FA   |
| 3    | Ibrahim Rojas Leobaldo Pereira           | Cuba       | 3:38.978 | FA   |
| 4    | Stefan Uteß Lars Kober                   | Germania   | 3:39.218 | SF   |
| 5    | Roman Bundz Leonid Kamlochuk             | Ucraina    | 3:47.150 | SF   |
| 6    | Jan Břečka Petr Procházka                | Rep. Ceca  | 3:50.606 | SF   |
| 7    | Konstantin Negodyayev Zhomart Satubaldin | Kazakistan | 3:53.366 | SF   |

### Semifinali
| Pos. | Atleta                                   | Paese         | Tempo    | Note |
| ---- | ---------------------------------------- | ------------- | -------- | ---- |
| 1    | Stefan Uteß Lars Kober                   | Germania      | 3:43.032 | FA   |
| 2    | Attila Buday Tamás Buday, Jr.            | Canada        | 3:44.358 | FA   |
| 3    | José Ramón Ferrer José Antonio Romero    | Messico       | 3:44.358 | FA   |
| 4    | Andrew Train Stephen Train               | Gran Bretagna | 3:45.624 |      |
| 5    | Ján Kubica Mário Ostrčil                 | Slovacchia    | 3:45.636 |      |
| 6    | Roman Bundz Leonid Kamlochuk             | Ucraina       | 3:47.298 |      |
| 7    | Konstantin Negodyayev Zhomart Satubaldin | Kazakistan    | 3:48.756 |      |
| 8    | Filip Dvořák Jaroslav Radoň              | Rep. Ceca     | 3:51.012 |      |

### Finale
| Pos. | Atleta                                               | Paese    | Tempo    | Note |
| ---- | ---------------------------------------------------- | -------- | -------- | ---- |
|      | Mitică Pricop Florin Popescu                         | Romania  | 3:37.355 |      |
|      | Jorge Dayán Serguey Torres                           | Cuba     | 3:38.753 |      |
|      | Stefan Uteß Lars Kober                               | Germania | 3:41.129 |      |
| 4    | Aleksandr Kostoglod Aleksandr Vladimirovich Kovalyov | Russia   | 3:41.267 |      |
| 5    | Ferenc Novák Imre Pulai                              | Ungheria | 3:43.103 |      |
| 6    | José Ramón Ferrer José Antonio Romero                | Messico  | 3:46.457 |      |
| 7    | Attila Buday Tamás Buday, Jr.                        | Canada   | 3:48.017 |      |
| 8    | Paweł Baraszkiewicz Michał Gajownik                  | Polonia  | 3:52.299 |      |
| 9    | José Alfredo Bea David Mascató                       | Spagna   | 3:54.053 |      |